# Vu du pont (pièce de théâtre)
Pour les articles homonymes, voir Vu du pont.
Vu du pont (A View from the Bridge) est une pièce de théâtre écrite par le dramaturge américain Arthur Miller.
La pièce est traduite et adaptée en langue française en 1958 par Marcel Aymé sous le titre Vu du pont.  

## Résumé
Dans la zone portuaire de Brooklyn; Alfieri, un vieil avocat ayant toujours vécu dans le quartier, raconte un fait divers tragique dont il fut le témoin impuissant : Eddie Carbone, un docker d'origine italienne, vivait avec son épouse Béatrice et leur jeune nièce Catherine, recueillie par le couple après qu’elle fût devenue orpheline.
Deux cousins de Béatrice, Marco et Rodolpho, fuyant la misère de leur région de l’Italie, arrivent illégalement aux États-Unis et trouvent refuge chez Eddie. Catherine ne tarde pas à s’éprendre de Rodolpho, envers qui Eddie éprouve pourtant une profonde méfiance. Le docker tente donc de dissuader sa nièce de fréquenter Rodolpho, mais ses efforts restent vains et bientôt les deux amants annoncent qu'ils ont l'intention de se marier. Eddie prend alors une décision qui aura de funestes conséquences. Marco et lui s’affonteront alors dans un combat qui mènera à la mort de l’un d’eux.

## Historique
En 1955, Miller écrit une première version de Vu du pont, qui est alors une pièce en un acte et partiellement en vers, avec Van Heflin dans le rôle d'Eddie Carbone. L’œuvre est présentée sur Broadway dans une mise en scène de Martin Ritt en septembre 1955 et obtient un gros succès, alors que A Memory of Two Mondays, la seconde pièce en un acte présentée le même soir, reçoit un accueil mitigé. L’année suivante, Miller retravaille le texte de Vu du pont pour en faire une pièce en deux actes et en prose. C'est cette version qui est de loin la plus connue.
Arthur Miller écrit la pièce en réponse au film Sur les quais d'Elia Kazan (1954) qui faisait l'apologie de la délation. En effet, Elia Kazan avait dénoncé plusieurs communistes afin de continuer à tourner ses films, dans le contexte du maccarthysme aux Etats-Unis. Ainsi, pour Arthur Miller il s'agit de montrer le caractère sordide de la dénonciation. 

## Adaptations

### Au cinéma
- 1962 : Vu du pont (A View from the Bridge), film américain réalisé par Sidney Lumet, avec Raf Vallone dans le rôle d'Eddie Carbone.

### À la télévision
- 1966 A View from the Bridge, téléfilm américain réalisé par Joan Kemp-Welch

### À l'opéra
La pièce a également donné lieu à un opéra dont la première a lieu à Chicago en 1999. La musique est de William Bolcom et le livret d'Arthur Miller.

## Nouvelle traduction française
La pièce est montée en 2017 au TNB de Rennes dans une nouvelle traduction.